# William Augustus Darling

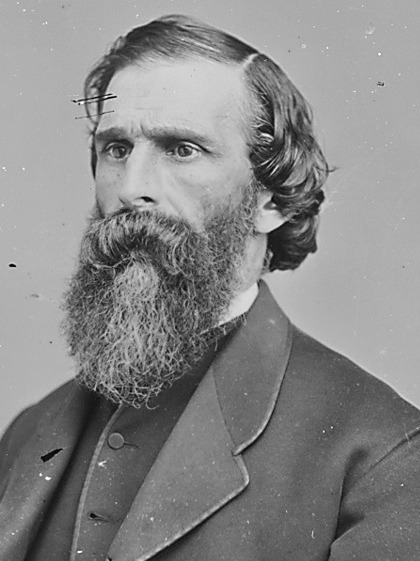
William Augustus Darling

William Augustus Darling (* 27. Dezember 1817 in Newark, New Jersey; † 26. Mai 1895 in New York City) war ein US-amerikanischer Politiker. Zwischen 1865 und 1867 vertrat er den Bundesstaat New York im US-Repräsentantenhaus.

## Werdegang
William Augustus Darling wurde ungefähr zweieinhalb Jahre nach dem Ende des Britisch-Amerikanischen Krieges in Newark geboren und wuchs dort auf. In dieser Zeit besuchte er öffentliche Schulen. Er zog dann nach New York City, wo er zuerst als Büroangestellter (clerk) arbeitete und später als Lebensmittelgroßhändler. Darling war Direktor der Mercantile Library Association. Er diente elf Jahre als Private und Offizier in der Nationalgarde von New York. 1847 wurde er Deputy Receiver of Taxes in New York City – eine Stellung, die er bis 1854 innehatte. Er war dann zwischen 1854 und 1865 Präsident der Third Avenue Railroad. Politisch gehörte er der Republikanischen Partei an.
Bei den Kongresswahlen des Jahres 1864 für den 39. Kongress wurde Darling im neunten Wahlbezirk von New York in das US-Repräsentantenhaus in Washington, D.C. gewählt, wo er am 4. März 1865 die Nachfolge von Anson Herrick antrat. Im Jahr 1866 erlitt er bei seiner Wiederwahlkandidatur eine Niederlage und schied nach dem 3. März 1867 aus dem Kongress aus.
Während seiner Kongresszeit kandidierte er 1866 erfolglos für das Amt des Bürgermeisters von New York City. Darling war vom 26. April 1869 bis zum 17. April 1871 als Steuereinnehmer im neunten Distrikt von New York tätig sowie vom 18. April 1871 bis zum 1. April 1876 als Gutachter (appraiser). Er ging Bankgeschäften nach und war Präsident der Murray Hill Bank. Am 26. Mai 1895 verstarb er in New York City und wurde dann auf dem Trinity Church Cemetery beigesetzt.